# Enrique Cood
Enrique Cood Ross (Valparaíso, 1826-Santiago, 27 de febrero de 1888) fue un político chileno que sirvió como ministro y diplomático durante el siglo XIX. Agente plenipotenciario chileno para enfrentar los reclamos de extranjeros por acciones del Ejército chileno durante la Guerra del Pacífico.

## Biografía
Fue hijo de Enrique Cood (Henry Robert Linnett Cood Beck) y de Isabel Ross (Elizabeth Ross). Contrajo matrimonio con María Ugarte Ramírez el 3 de abril de 1857 y, después de su muerte, se casó por segunda vez con Enriqueta Lecaros Lecaros.
Después del completar sus estudios en su ciudad natal en la escuela de Guillermo Wolkins, siguió su educación en Inglaterra y Bélgica. De vuelta en Chile en 1851, se graduó el 20 de enero de 1857 como abogado en la Universidad de Chile, donde también enseñó derecho civil. Se hizo miembro de la Escuela de Humanidades de la misma universidad en 1857 y de la Escuela de Derecho y Ciencias Política en 1862. 
Cood comenzó su carrera política en 1864, cuando fue elegido diputado por Laja (1864-1867), siendo reelegido para Chillán (1867-1870), Melipilla (1870-1873); Vichuquén (1873-1876), y Melipilla (1876-1879). También trabajó como abogado privado.
Durante 1875, el presidente Federico Errázuriz Zañartu lo llamó para un cargo en el Ministerio de Relaciones Exteriores y finalmente lo promovió a la alta posición en el ministerio el 5 de abril de 1875.
Después de la Guerra del Pacífico, trabajó como agente plenipotenciario para el Tribunal Conjunto que trató las reclamaciones de ciudadanos italianos causados por las acciones de guerra. Murió a la edad de 62 años en su casa en la capital chilena.